# Ontroering
Ontroering. Een epigram is een uitgaafje van Louis Couperus dat verscheen ter gelegenheid van de presentatie van Het boek van adel.

## Geschiedenis
In de jaren rond 1916 publiceerde Couperus columns in de Haagsche Post, onder andere een serie epigrammen. Soms verscheen er een, soms verschenen er twee tegelijkertijd. Dit epigram verscheen onder de verzameltitel Epigrammen met 'Jij en U' in hetzelfde nummer van de Haagsche Post.
In maart 1923 sloot Couperus een contract met Van Holkema & Warendorf om nog ongebundelde verhalen en feuilletons in twee bundels uit te geven. Hij deed het voorwerk voor de eerste bundel, maar overleed in juli van dat jaar. Zijn vrouw, Elisabeth Couperus-Baud, verzorgde vervolgens de drukproeven en de eerste bundel verscheen in november 1923, onder de titel Proza. Daarna bundelde Elisabeth Couperus nog ander werk in de in 1924 en 1925 verschenen tweede en derde bundel Proza, waarmee Couperus zelf geen enkele bemoeienis heeft gehad.

### Uitgave
Op 10 juni 2006 vierde het Louis Couperus Museum het tienjarig bestaan. Ter gelegenheid daarvan organiseerde het museum de tentoonstelling Hommage aan Couperus (11 juni – 12 november 2006) gewijd aan de bibliofiele uitgaven van en over Louis Couperus, 1919-2006. Het museum gaf daarbij ook het boekje uit: Arnold Pippel & Menno Voskuil, Het boek van adel. Bibliofiele uitgaven van en over Louis Couperus. Den Haag, [2006]. Jan Keijser drukte ter gelegenheid van de presentatie van die laatste uitgave dit werkje van zijn Avalon Pers. Het verscheen, op de dag van de presentatie, tevens verjaardag van Couperus, op 10 juni 2006 in een ongenummerde oplage van 100 exemplaren.